# جلبي محمد باشا
جلبي محمد باشا سياسي عثماني شغل منصب والي مصر منذ 1767 حتى 1767.